# Grubosz wodny
Grubosz wodny, uwroć wodna (Crassula aquatica (L.) Schönland) – gatunek roślin z rodziny gruboszowatych.

## Rozmieszczenie geograficzne
Występuje w środkowej i północnej Europie, w Azji i Ameryce Północnej, wszędzie na rozproszonych obszarach. W Polsce gatunek znany był z historycznych stanowisk i na początku XXI wieku uznany został za wymarły. Później jednak znaleziono pojedyncze jego stanowiska w południowo-zachodniej części kraju.

## Morfologia

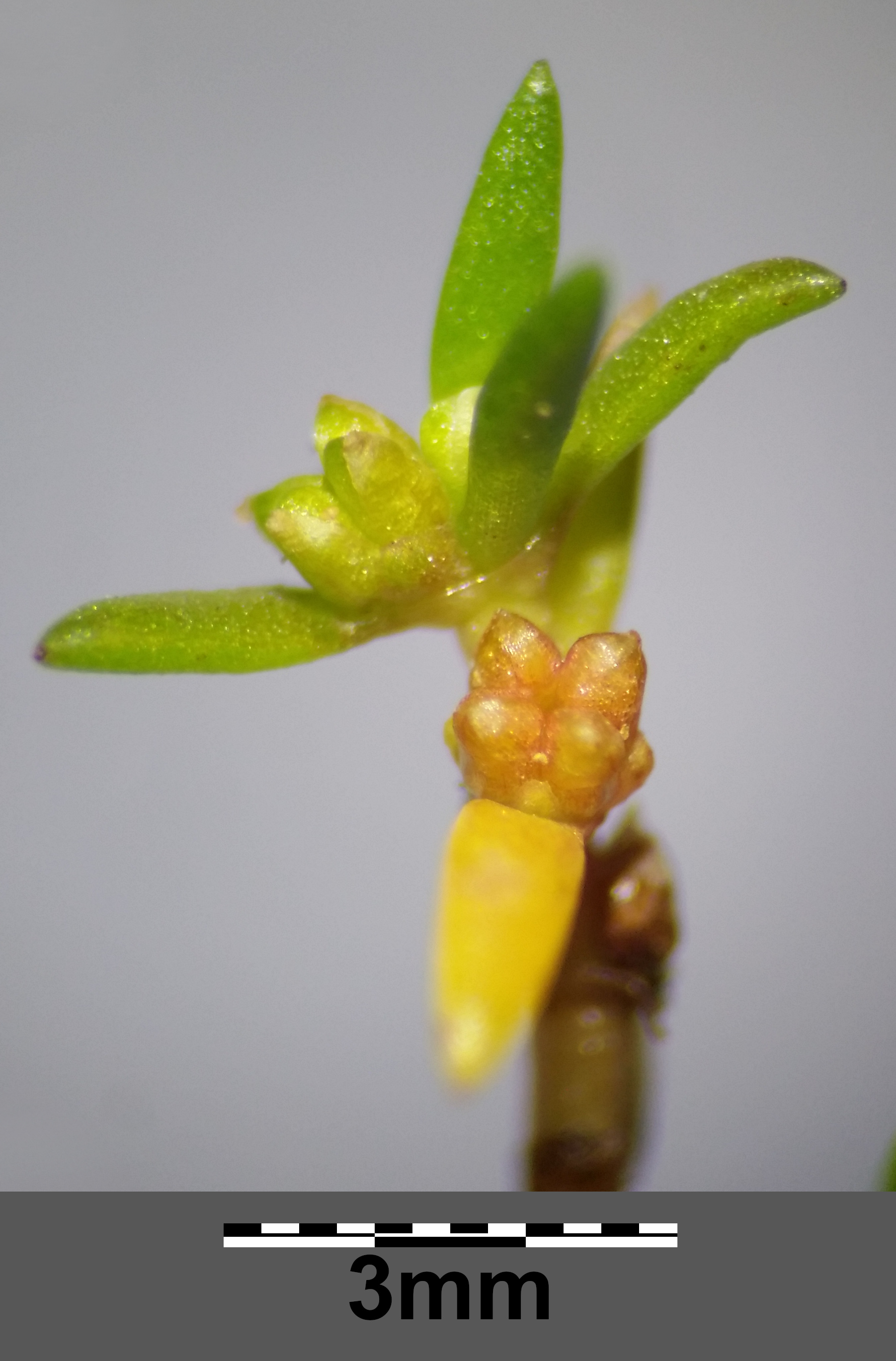
Fragment pędu z owocami

PokrójDrobna, delikatna roślina.
ŁodygaGałęzista, do 5 cm wysokości; u form wodnych wyprostowana, zielona, u form lądowych rozesłana, czerwonawa.
LiścieRównowąskie, do 6 mm długości.
KwiatyDziałki tępe. Płatki białe lub czerwonawe.

## Biologia i ekologia
Roślina jednoroczna. Rośnie na brzegach rzek, jezior i stawów. Kwitnie od lipca do września.  

## Zagrożenia i ochrona
Kategorie zagrożenia gatunku:
- Kategoria zagrożenia w Polsce według Czerwonej listy roślin i grzybów Polski (2006)[9]: E (wymierający, krytycznie zagrożony); 2016: CR (krytycznie zagrożony)[10].
- Kategoria zagrożenia w Polsce według Polskiej czerwonej księgi roślin (2001): EX (extinct, całkowicie wymarły); 2014: CR (krytycznie zagrożony)[5].

Od 2014 r. roślina podlega w Polsce ochronie gatunkowej.